# Klätterfiskar
Klätterfiskar (Anabantidae) är en familj i underordningen labyrintfiskar (Anabantoidei) som tillhör ordningen abborrartade fiskar (Perciformes).
Det vetenskapliga namnet är bildat av det grekiska ordet anabas (att klättra).

## Kännetecken
Klätterfiskar är smala med en jämförelsevis hög rygg och når en längd mellan 3,5 och 30 centimeter. De har tydligt långa rygg- och stjärtfenor och har oftast brun kroppsfärg. Några arter av släktena Ctenopoma och Microctenopoma har fläckar eller strimmor i andra varianter av brunt.

## Systematik och utbredning
Familjen består av fyra släkten med tillsammans 33 arter. Arterna av släktet Anabas förekommer i Indien, Sydostasien och Kina. Släktena Ctenopoma och Microctenopoma lever i tropiska delar av Afrika söder om Sahara och de två arterna av släktet Sandelia finns i Sydafrika.

## Fortplantning
De flesta klätterfiskar utstöter sina ägg i det öppna vattnet och vårdar inte rommen. På grund av att äggen är lättare än vattnet simmar de på vattenytan. Bara arterna av släktet Microctenopoma skapar liksom andra labyrintfiskar ett skumliknande näste vid vattenytan där de lägger sina ägg. Äggen vaktas av en hanne tills larverna kläcks.